# Чёт (деревня)
Чёт — деревня в Дубровском районе Брянской области, в составе Рябчинского сельского поселения. Расположена в 3 км к северо-западу от села Рябчи. Население — 8 человек (2010).
Возникла в начале XX века; до 2005 года входила в Рябчинский сельсовет.
| Годы      | 1926 | 1979 | 1989 | 2002 | 2010 |
| --------- | ---- | ---- | ---- | ---- | ---- |
| Население | 146  | 77   | 45   | 24   | 8    |